# قيدلي بلاغ (ديمكاران)
قیدلي بلاغ (بالفارسية: قیدلی بلاغ) هي قرية تقع في إيران في قسم دیمکاران الريفي. يقدر عدد سكانها بـ 269 نسمة بحسب إحصاء 2016.